# Лансана, Дэвид
Дэвид Лансана (англ. David Lansana; 27 февраля 1922, Байима, Южная провинция — 19 июня 1975, Фритаун) — первый местный командующий вооружёнными силами в Сьерра-Леоне во времена колониальной эры. После того, как Сьерра-Леоне стала независимым государством, работал военным атташе в Соединённых Штатах Америки.
Дэвид Лансана был одним из самых выдающихся офицеров в истории вооружённых сил Сьерра-Леоне. Стал одним из первых жителей Сьерра-Леоне, обучавшихся в Королевской военной академии в Сандхерсте, Беркшир, Великобритания. Благодаря его браку с Коме Гуламой Лансаной, дочерью вождя Джулиуса Гулама, он стал родственником Эллы Кобло Гуламы и Бая Кобло Патбана II, одних из самых влиятельных политических деятелей страны.
21 марта 1967 года Дэвид Лансана устроил первый государственный переворот в истории Республики Сьерра-Леоне, а затем был обвинён в государственной измене, предан суду и признан виновным. Казнён 19 июля 1975 года.

## Ранний период жизни и образование
Родился 22 марта 1922 года в Байиме, округ Кайлахун, Британская Сьерра-Леоне, принадлежал к народу менде. В 1947 году был зачислен в вооружённые силы Сьерра-Леоне в звании рядового. Дэвид Лансана нёс флаг Сьерра-Леоне во время коронации королевы Елизаветы II.

### Королевская военная академия в Сандхерсте
Дэвид Лансана был одним из немногих жителей Сьерра-Леоне, получившим образование в Королевской военной академии в Сандхерсте в колониальный период. Будучи в звании лейтенанта был частым и популярным посетителем дома губернатора Сьерра-Леоне Роберта де Зуша Холла.

## Брак и семья
Был женат на Коме Гуламе Лансане, дочери вождя Джулиуса Гулама и Люси Гуламы. Гуламы — представители королевской семьи менде и одна из самых влиятельных семей в Сьерра-Леоне. Его тесть был одним из основателей Народной партии Сьерра-Леоне, первой и старейшей политической партии в стране. Его невесткой была Элла Кобло Гулама, а зятем стал Бай Кобло Патбана II. У Дэвида Лансаны и его жены было пятеро детей: Шеку, Джуди, Тала, Фодей, Корня. У Лансаны также был сын, Даниэль, от других отношений.

### Командующий армией Сьерра-Леоне
В 1964 году был назначен командующим армией Сьерра-Леоне. Когда его близкий друг и союзник премьер-министр Альберт Маргаи пришел к власти, бригадный генерал Дэвид Лансана взял на себя управление армией у британского колониального советника, бригадного генерала Р. Д. Блэки. Альберт Маргаи продвигал создание однопартийного недемократического государства. Лансана и Маргаи происходили из племени менде, что усугубило существующие конфликты с северными племенами и креолами. Представителей севера и креолов систематически увольняли из вооружённых сил.

## Первый государственный переворот в Сьерра-Леоне

### Всеобщие выборы 1967 года
17 марта 1967 года Альберт Маргаи был побежден на всеобщих выборах. Всенародный конгресс занял 32 места в парламенте, в то время как Народная партия Сьерра-Леоне получила только 28 мест.

### Военное положение
Сьерра-Леоне была первой страной в постколониальной Африке, которая провела успешные демократические выборы. Однако, это достижение длилось всего четыре дня. 21 марта 1967 года Дэвид Лансана поручил Самуэлю Хинге Норману провести внесудебный арест нового демократически избранного премьер-министра Сиаки Стивенса. Арест состоялся до объявления результатов выборов. Затем Дэвид Лансана захватил контроль над Государственным домом, а также национальными радио- и телеканалами и объявил военное положение в Сьерра-Леоне. 22 марта 1967 года Дэвид Лансана провёл второе выступление в радиоэфире, повторив своё заявление о военном положении.

### Контр-переворот
Единоличное решение Дэвида Лансаны было непопулярным среди многих его коллег-офицеров народа менде, которые не считали, что армия должна управлять страной. В дополнение к этому, до государственного переворота его влияние на подчинённых было скомпрометировано обвинениями в «пьянстве» и «распутстве».
23 марта 1967 года майор Чарльз Блейк и другие старшие офицеры освободили Дэвида Лансану от его командования. Они создали Национальный совет реформирования и взяли под свой контроль правительство. Впоследствии подполковнику Эндрю Джаксон-Смиту из общины креолов, который находился за границей во время переворота, было предложено вернуться и возглавить военный режим в 1968 году.

### Арест
Дэвид Лансана и его родственница Элла Кобло Гулама были арестованы по обвинению в государственной измене и заключены в тюрьму Падема-роуд. Им предъявили обвинения в заговоре с бывшим премьер-министром Альбертом Маргаи. Обвинения были основаны на встрече между Эллой Гуламой и Альбертом Маргаи 19 марта 1967 года, на которой Альберт выразил желание сохранить за собой должность премьер-министра. По сообщениям, он рассматривал вариант вмешательства военных. Элла Гулама была министром без портфеля в правительстве Альберта Маргаи и также являлась потомственным правителем округа Кайямба, самого влиятельного семейства менде в Сьерра-Леоне. По сообщениям, она посоветовала ему не оставлять должность премьер-министра, несмотря на победу Всенародного конгресса, а также предложила ему свою поддержку и подкупить Дэвида Лансану, чтобы тот устроил государственный переворот. Обвинения против Эллы Гуламы не были доказаны и она была освобождена из тюрьмы через полтора года.

### Лишение свободы и казнь
Дэвид Лансана содержался в тюрьме Падемба-роуд во Фритауне, Сьерра-Леоне. 19 июля 1975 года его казнили, повесив вместе с бывшим министром финансов Мохамедом Форной, Хабибом Лансаной Камарой, Ибрагимом Баш Таки и вождем Баем Макари Н’силком в тюрьме Падемба-роуд. После казни их тела были показаны публике через час.